# Palaquium mindanaense
Palaquium mindanaense är en tvåhjärtbladig växtart som beskrevs av Elmer Drew Merrill. Palaquium mindanaense ingår i släktet Palaquium och familjen Sapotaceae. IUCN kategoriserar arten globalt som sårbar. Inga underarter finns listade i Catalogue of Life.